# Moules-frites
Moules-frites hoặc moules et frites (phát âm tiếng Pháp: [mul.fʁit]]; tiếng Hà Lan: mosselen-friet) là một món ăn được làm từ trai và khoai tây chiên có nguồn gốc xuất xứ từ Bỉ. Món ăn được đặt tên theo một từ trong tiếng Pháp, trong đó, moules có nghĩa là con trai và frites mang nghĩa là khoai tây chiên, với tên tiếng Hà Lan cho món ăn có nghĩa giống nhau. Nó được coi là món ăn quốc gia của Bỉ.

## Bối cảnh
Mặc dù moules-frites phổ biến ở nhiều quốc gia, người ta cho rằng món ăn có nguồn gốc từ Bỉ. Có khả năng ban đầu nó được tạo ra bằng cách kết hợp trai, một loại thực phẩm phổ biến và rẻ tiền, được ăn xung quanh vùng bờ biển Vlaanderen, và khoai tây chiên, thường được ăn trên khắp đất nước vào mùa đông khi không có cá hoặc thức ăn có sẵn khác.
Ở cả Bỉ và Pháp, moules-frites có sẵn ở hầu hết các nhà hàng, tùy theo mùa. Theo một cuộc khảo sát được thực hiện bởi TNS, moules-frites được xác định là món ăn yêu thích thứ hai ở Pháp, nhận được 20% bình chọn, thua magret de canard, món ăn với 21% bình chọn.
Trung bình, từ 25 đến 30 tấn trai được tiêu thụ ở Bỉ cho món moules-frites. Phần lớn trai tiêu thụ ở Bỉ đến từ các trang trại nuôi trai ở gần tỉnh Zeeland của Hà Lan.

## Biến thể và chuẩn bị

### Moules

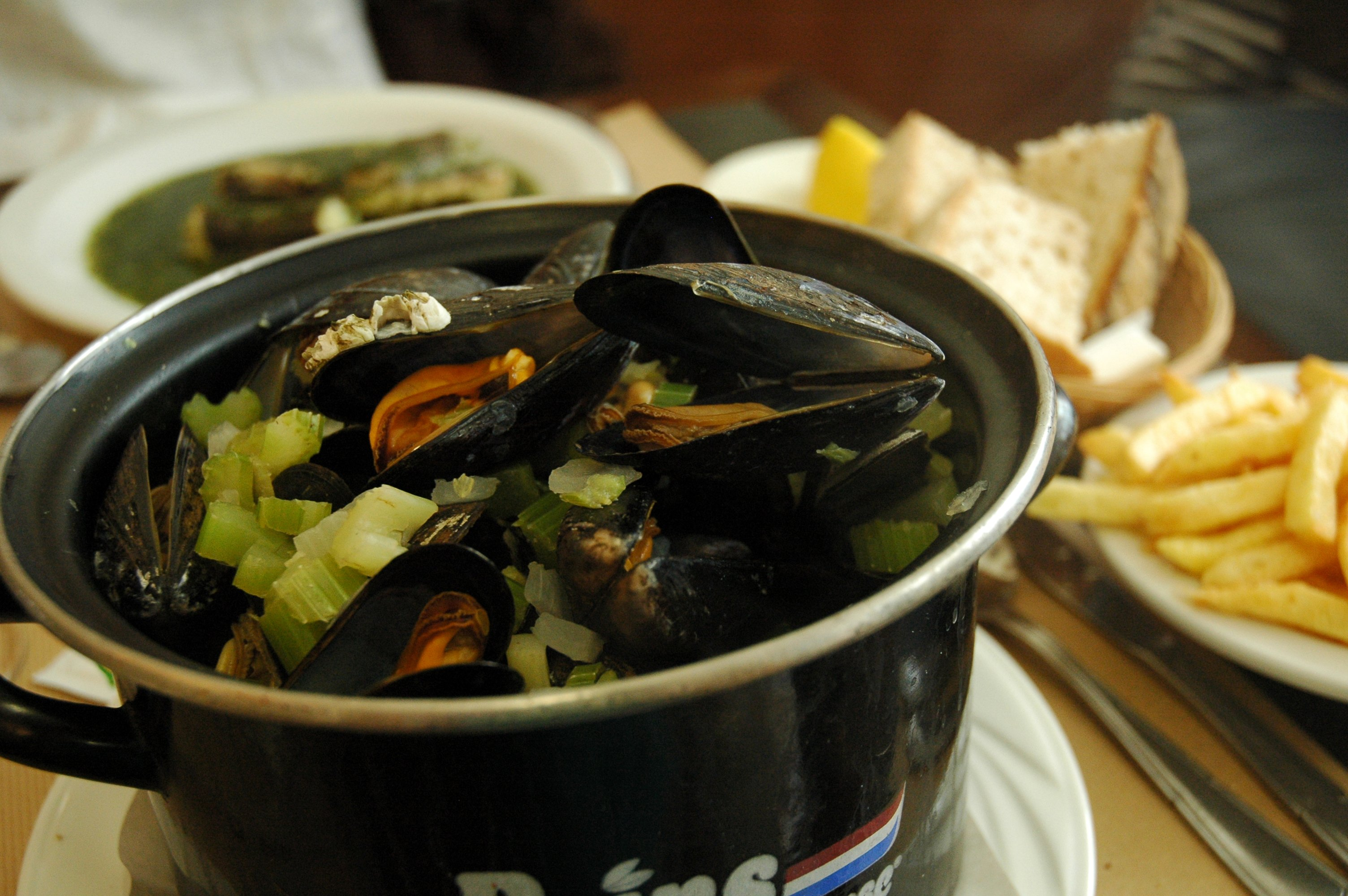
Moules marinière ở Bỉ

Cách nấu trai trong món ăn có thể khác nhau đáng kể. Một số biến thể phổ biến bao gồm:
- Moules marinière: Có lẽ là công thức phổ biến nhất và được quốc tế công nhận,[12] moules marinière bao gồm rượu vang trắng, hành tím, mùi tây, và bơ.[13]
- Moules nature: Trai được hấp với cần tây, tỏi tây và bơ.[2]
- Moules à la crème: Một công thức phổ biến khác, được làm đặc bằng bột mì và kem.[2]
- Moules parquées: Một món ăn, có lẽ bắt nguồn từ Brussels, bao gồm trai sống còn nguyên nửa vỏ, ăn kèm với nước xốt mù tạt chanh.
- Moules à la bière: Trai nấu trong nước sốt có chứa bia thay vì rượu vang trắng.[14]
- Moules à l'ail: Trai nấu với tỏi thái lát hoặc băm nhỏ.[2]

Ít phổ biến hơn, các biến thể kết hợp được thấy, trong đó nước dùng có thể được thêm hương vị bằng các thành phần không phải của địa phương như ớt Espelette hoặc rượu chưng cất Pernod. Chúng cũng có thể được phục vụ với "Mosselsaus", một loại nước xốt được làm từ xốt mayonnaise, mù tạt và giấm.

### Frites
Dưới nhiều hình thức khác nhau, frites hoặc friet đóng một vai trò quan trọng trong văn hóa và ẩm thực Bỉ. Trong đất nước Bỉ, khoai tây bintje thường được ưa chuộng làm cơ sở cho khoai tây chiên vì hàm lượng tinh bột cao. Chúng thường được chiên hai lần (chiên, để nguội rồi chiên lại) để làm cho chúng vừa ẩm bên trong lại vừa giòn bên ngoài.

### Chuẩn bị
Là một món ăn, phần moules và frites thường được phục vụ riêng, để tránh việc khoai tây chiên bị sũng nước sốt. Thông thường, moules được phục vụ trong chảo dùng để nấu chúng. Một món ăn thứ hai thường được cung cấp cho vỏ trai bị loại bỏ.

## Tiêu thụ
Trai và khoai tây chiên được bán ở khắp mọi nơi trên đất nước Bỉ, từ bờ biển Bỉ đến đáy Ardennes. Ở Pháp, món ăn này phổ biến ở Nord-Pas-de-Calais. Đây là món ăn đặc trưng của quán rượu Lille. Năm 2009, 500 tấn trai và 30 tấn khoai tây chiên đã được tiêu thụ trong sự kiện này. Trong những ngày cuối tuần này, các chủ nhà hàng chất đống trai đã ăn trước cửa hàng của họ; hầu hết thời gian, nhà hàng Aux moules (rue de Béthune) và La Chicorée (Rihour) có số lượng lớn nhất.
Năm 2008, TNS Sofres đã thực hiện một cuộc khảo sát đối với người dân miền Bắc. Trai và khoai tây chiên đứng ở vị trí thứ hai với tỷ lệ 25%. Món ăn này bị bít tết và khoai tây chiên bỏ xa với 33%. Tại Pháp, theo cuộc thăm dò tương tự của TNS-Sofres, moules-frites đứng ở vị trí thứ hai trong số các món ăn được người Pháp yêu thích với 20%. Nó chỉ kém ức vịt đúng 1 điểm.
Món ăn có thể dùng kèm với abbey lager hoặc rượu vang trắng khô; rượu vang đỏ nên tránh vì tanin của nó. Về nước xốt, ngoài xốt marinière ăn kèm trai, có thể thêm xốt mayonnaise ăn kèm với khoai tây chiên. Trai và khoai tây chiên cũng là đặc sản của chuỗi nhà hàng Bỉ, Chez Léon.